# Shanxi Airlines
Shanxi Airlines fue una aerolínea china con base en Taiyuan, capital de la provincia de Shanxi.Operaba vuelos regulares de pasajeros nacionales. El 29 de noviembre de 2007, se fusionó con China Xinhua Airlines y Chang An Airlines para formar Grand China Air, una subsidiaria de Hainan Airlines.

## Historia
Shanxi Airlines fue fundada en 1988 e inició sus operaciones el 6 de julio de 2001. Hainan Airlines poseía una participación del 92,51 % en Shanxi Airlines, adquirida en un acuerdo aprobado por las autoridades estatales como parte de la consolidación de las aerolíneas chinas. Hainan fusionó la aerolínea adentro de su matriz Hainan Airlines en 2009.

## Flota

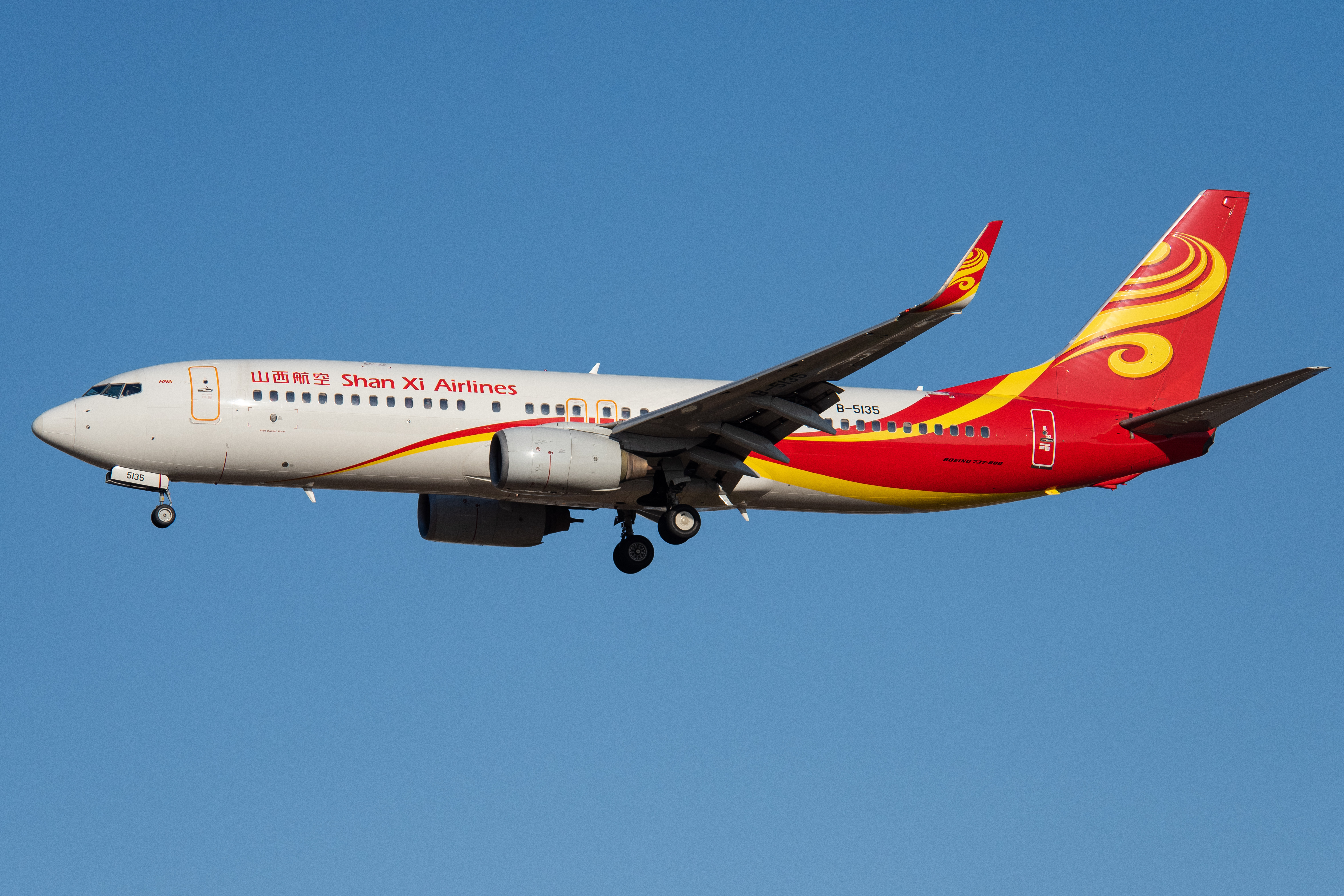
Boeing 737-800 de Shanxi Airlines.

La flota de Shanxi Airlines estaba formada por los siguientes aviones (en febrero de 2006):
| Aeronave        | En servicio | Pedidos | Notas                            |  |
| --------------- | ----------- | ------- | -------------------------------- |  |
| Boeing 737-700  | 3           | -       | Adquirido por Lucky Air          |  |
| Boeing 737-800  | 3           | -       | Adquirido por Hong Kong Airlines |  |
| Dornier 328 Jet | 2           | -       |                                  |  |
| Total           | 8           | -       |                                  |  |

## Accidentes e incidentes
- El 7 de octubre de 1988, un Ilyushin Il-14 (matrícula B-2418) que realizaba un vuelo turístico para trabajadores de una fábrica de tejido local se estrelló poco después de despegar de la base aérea de Linfen. Murieron 44 de los 48 pasajeros y tripulantes, así como 2 peatones.[3]